# Mathias Hafele
Mathias Hafele (23 dicembre 1983) è un ex saltatore con gli sci austriaco.

## Biografia
In Coppa del Mondo esordì il 21 dicembre 2002 a Engelberg, ottenendo l'unico podio in carriera (2°). Non partecipò né a rassegne olimpiche né iridate.

## Palmarès

### Coppa del Mondo
- Miglior piazzamento in classifica generale: 28º nel 2003
- 1 podio (individuale):
  - 1 secondo posto